# Narayan
Narayan (nep. नारायण)  – miasto w środkowo-zachodnim Nepalu; w prowincji numer 6. Według danych szacunkowych na rok 2011 liczyło 21 995 mieszkańców.